# Acontia gonella
Acontia gonella là một loài bướm đêm trong họ Noctuidae.